# 卡尔奇纳托
卡尔奇纳托（義大利語：Calcinato），是意大利布雷西亚省的一个市镇。总面积33.4平方公里，人口12545人，人口密度375.6人/平方公里（2009年）。国家统计（ISTAT）代码为017032。

## 友好城市
- 法國尚托索